# Ōtani Yoshitsugu
Ōtani Yoshitsugu (大谷吉継, 1559-21 octobre 1600) est un général de l'armée de l'Ouest, regroupant les partisans de l'héritier de Toyotomi Hideyoshi, Hideyori, lors de la bataille de Sekigahara.

## Biographie
Ōtani Yoshitsugu est fils d'un samouraï au service du clan Ōtomo. Il se bat au côté d'Ishida Mitsunari dans la campagne de Corée et il se crée des liens très amicaux avec lui. Yoshitsugu compense la lèpre qui le ronge par un sens de l'amitié très aigu.
En raison de la lèpre dont il est atteint, Yoshitsugu se retrouve dans une position inconvenante lors d'une cérémonie du thé organisée au château d'Osaka en 1587 par de hauts dignitaires partisans du défunt Toyotomi Hideyoshi : il doit boire la tasse de manière à ne pas entrer en contact avec le liquide autrement qu'avec sa bouche. Cependant une goutte de pus retombe dans la tasse. Paralysé par la honte durant un instant, il est délivré de son supplice par Ishida Mitsunari qui lui prend la tasse en déclarant qu'il a bien trop soif pour attendre son tour. C'est ainsi qu'Otani Yoshitsugu rejoint le parti d'Ishida Mistsunari pour qui il est déterminé à se battre à mort.
Avant la bataille de Sekigahara, Yoshitsugu aurait tenté à plusieurs reprises de persuader Mitsunari de l'inutilité de son action. Cependant, en voyant la fermeté des convictions de son ami, Yoshitsugu rejoint sa cause après maintes réflexions. À l'époque, la santé de Yoshitsugu se détériore, ce qui le rend presque aveugle. Il ne peut pas se tenir debout, encore moins combattre. Il est conduit à la bataille dans un palanquin.
Lors de la bataille, Otani Yoshitsugu et ses hommes sont positionnés précisément dans le bourg de Sekigahara où est rassemblée l'aile droite de l'armée de l'Ouest. Yoshitsugu se trouve à la tête d'environ 600 hommes, plus environ 4 000 autres sous le commandement de Toda Shigemasa, Hiratsuka Tamehiro, Ōtani Yoshikatsu (son fils) et Kinoshita Yoritsugu. Alors que la bataille fait rage, Kobayakawa Hideaki, qui est situé au-dessus de Yoshitsugu sur le mont Matsuo, ne bouge pas, malgré les appels répétés d'Ishida Mitsunari. Yoshitsugu se doute de quelque chose : héritier spolié par Hideyoshi, Kobayakawa Hideaki a été sollicité par les deux parties et sa loyauté est loin d'être indéfectible bien avant la bataille. Yoshitsugu appelle donc ses troupes à se positionner de manière à se préparer à une éventuelle attaque de leurs flancs. Son intuition est bonne, puisqu'à la suite d'une volée d'armes à feu depuis la position de Ieyasu, Kobayakawa Hideaki et ses troupes se précipitent en bas de la montagne vers la position de Yoshitsugu. Cette attaque est immédiatement suivie par Akaza Naoyasu, Ogawa Suketada, Kutsuki Mototsuna et Wakizaka Yasuharu, soit un total de plus de 20 000 soldats.
Les troupes de Yoshitsugu battent en retraite, à un moment donné repoussant même les troupes de Kobayakawa à mi-chemin de la montagne, mais à la fin, la supériorité numérique des assaillants fait des ravages. Pendant ce temps, Yoshitsugu, incapable de voir ce qui se passe, demande à plusieurs reprises à l'un de ses obligés, Yuasa Gosuke : « Est-ce perdu? » Lorsque ce dernier répond finalement par l'affirmative, Yoshitsugu lui demande de trancher sa tête défigurée et de l'enterrer pour éviter qu'elle ne serve de trophée. Après s'être exécuté, Yuasa commet également seppuku.
Tandis que l'épisode de la cérémonie du thé a eu pour témoins des personnes réellement vivantes à cette période (Kamiya Sōtan et Tsuda Sōgyū entre autres), la réalité de leur amitié est discutée. Plus précisément, Ōtani Yoshitsugu lui-même fait l'objet d'un certain scepticisme. Romancé dans la poésie et la fiction comme ami héroïque et talentueux d'Ishida Mitsunari depuis l'époque d'Edo, rien dans les documents historiques n'offre de détails pour appuyer cette réputation. Son père passe pour avoir été soit Ōtani Yoshifusa (vassal de Hideyoshi) soit Ōtani Moriharu (un vassal de la famille Ōtomo) puisque les deux partagent le même nom de famille. Les deux hommes sont d'origine inconnue et on sait peu de choses d'eux si ce n'est quelques notes et leurs noms. Il serait né dans la province d'Ōmi; sa mère est une des servantes de Kōdai-In.

Il n'a apparemment pas d'épouse officielle mais aurait trois fils et une fille. Son deuxième fils meurt avec lui à Sekigahara tandis que les deux autres sont soit tombés avec la famille Toyotomi au château d'Osaka ou ont vécu dans la solitude après les guerres. La fille de Yoshitsugu, Chikurin-in était la première femme de Sanada Nobushige. Un conte prétend que Yoshitsugu avait une concubine avant Sekigahara, concubine devenue folle de douleur après sa mort, bien qu'on ignore si cette histoire a une quelconque valeur. La rumeur veut que Tsuda Sutezō du Byakkotai serait l'un de ses descendants.

## Jeux vidéo
Il est apparu tard dans la série de Capcom Sengoku Basara :
- Sengoku Basara: Samurai Heroes
- Sengoku Basara: Samurai Heroes utage

Il est apparu également dans la série de Koei-Tecmo Samurai Warriors :
- Samurai Warriors 4
- Samurai Warriors 4 Empires
- Samurai Warriors 4-II
- Samurai Warriors Sanada Maru

Il apparaît également dans le jeu vidéo de la Team Ninja Nioh.

## Source de la traduction
- (en) Cet article est partiellement ou en totalité issu de l’article de Wikipédia en anglais intitulé « Ōtani Yoshitsugu » (voir la liste des auteurs).